# この愛は始まってもいない
「この愛は始まってもいない」（このあいははじまってもいない）は、真心ブラザーズの曲。吉田拓郎の「流星」のカバーとのカップリングによる両A面シングル「この愛は始まってもいない/流星」が2001年5月16日に発売され、また同年7月4日発売のミニアルバム『真心』、同年11月21日発売のアルバム『夢の日々〜SERIOUS & JOY〜』にも収録された。
前作シングルの「明日はどっちだ!」に続く｢別れの歌三部作｣第3作である。

## この愛は始まってもいない/流星
「この愛は始まってもいない/流星」は、真心ブラザーズの26枚目のシングルとして、2001年5月16日にKi/oon Recordsから発売された。前作「明日はどっちだ!」から3週間ぶりの発売である。
ジャケットに写っているのは、本作にも収録された「この愛は始まってもいない」など、「別れの歌三部作」をフィーチャーした短編映画『真心』に出演している永瀬正敏である。

### 収録曲
1. この愛は始まってもいない
作詞・作曲：倉持陽一、編曲：鈴木茂
ゲストボーカルとして太田裕美が参加している。
2. あの夏、ふたりは
作詞：岡本まさみ、作曲：桜井秀俊、編曲：冨田恵一
ゲストボーカルとしてCYCLESの森川亜希子が参加している。
3. 流星
作詞・作曲：吉田拓郎、編曲：鈴木茂
吉田拓郎の同名曲のカバー。

### 収録作品
| 発売日         | タイトル                                                    | 規格品番             |
| -------------- | ----------------------------------------------------------- | -------------------- |
| 2001年7月4日   | ミニアルバム『真心』(#1,2,3)                                | KSC2-397 KSC2-399    |
| 2001年11月21日 | オリジナルアルバム『夢の日々〜SERIOUS & JOY〜』(#1)         | KSCL-417             |
| 2003年12月17日 | DVD『真心』(#1,3)                                           | KSBL-5771            |
| 2005年3月23日  | 『忘れられない恋のうた』(#1)                                | UPCH-1393            |
| 2005年11月2日  | DVD『KING OF CLIPS』(#1,3)                                  | KSBL-5814            |
| 2008年2月2日   | 『吉田拓郎トリビュート〜結婚しようよ〜』(#3)                | TECI-1170            |
| 2008年7月2日   | ライブアルバム『LOVE ME LIVE 〜MB'S BEST LIVE 06-07〜』(#1) | KSCL-1265 KSCL-1267  |
| 2009年9月2日   | ベストアルバム『GOODDEST』(#1)                              | KSCL-1460 KSCL-20006 |
| 2012年4月25日  | DVD/BD『真心道中歌栗毛 2011 〜逆に最後が日本橋〜』(#3)      | KSBL-6013 KSXL-21    |